# I magnifici eroi
I magnifici eroi è un singolo discografico de I Condors, pseudonimo dei Fratelli Balestra, pubblicato nel 1983.

## Descrizione
Il brano, scritto da Giancarlo Balestra, è la sigla della serie TV Dieci magnifici eroi, che trasmetteva a puntate alcuni film d'animazione dei mecha sudcoreani. Il titolo della canzone depositato in SIAE e riportato sui supporti fonografici originali è "I magnifici eroi", mentre quello indicato nei crediti della videosigla della serie è "I dieci magnifici eroi". Entrambi i brani sono stati inseriti nella compilation "I cartonissimi" e in altre raccolte.

## Tracce
Lato A
1. I magnifici eroi – 3:30 (Giancarlo Balestra)

Lato B
1. I magnifici eroi (strumentale) – 3:30 (Giancarlo Balestra)